# Sons & Daughters
Sons & Daughters é uma sitcom norte-americana que teve vida curta no canal ABC, sendo cancelada após 10 episódios exibidos.
O enredo (inspirado em Arrested Development) fala sobre uma família desfuncional vivendo junta num bairro. O humor da série se baseia no improviso de algumas cenas, junto com humor de script.